# انقلاب 1951 في سوريا
الانقلاب العسكري في سوريا 1951، هو رابع انقلاب عسكري في البلاد منذ الاستقلال، والثاني بقيادة أديب الشيشكلي، والذي وإن حافظ في انقلابه الأول على النظام الدستوري قائمًا، فهو قد تجاوزه في انقلابه الثاني الذي قام ضد حكومة ناظم القدسي ومن ثم دفع الرئيس هاشم الأتاسي للاستقالة.

## سير الأحداث
منذ انقلاب ديسمبر 1949 كان أديب الشيشكلي ذي كلمة الفصل العليا في شؤون البلاد. لم يسمح لحزب الشعب الذي فاز بأكبر كتلة نيابية في انتخابات 1949 من الحكم بضعط من الجيش. خلال عام 1950 شهدت البلاد عدة أزمات سياسية وحكومية متتالية بسبب ضعف الائتلافات الحاكمة، فعهد الرئيس الأتاسي لناظم القدسي رئيس أكبر حزب سياسي في البرلمان تشكيل الحكومة، رغم معرفة الرئيس بعدم موافقة الجيش على شخصية كالقدسي، غير أنه اضطر لتمرير التكليف بناءً على ضغط الرئيس الأتاسي.
خلال عمل الحكومة أبدى الشيشكلي - وكانت حكومة المملكة العربية السعودية تدعمه - احتجاجًا على الأداء الحكومي، وعارض على وجه الخصوص اتفاق التعاون المشترك مع العراق الذي كان رئيس الوزارة قد طرحه «كخطوة أولى على طريق اتحاد فيدرالي مع العراق»، هذا الاتفاق قد أدى بعد عودة الشيشكلي من زيارة شملت الرياض والقاهرة، إلى قيامه بانقلاب عسكري في 29 نوفمبر 1951، اعتقل في إثره جميع أعضاء الحكومة بعد رفض رئيسها معروف الدواليبي تعيين فوزي السلو وهو أحد جنرالات الجيش وزيرًا للدفاع بتزكية من الشيشكلي، ثم أعلن استقالتها. كان الانقلاب سلميًا، وحاول الرئيس الأتاسي تشكيل حكومة مدنية جامعة لكنه فشل، فاستقال من منصبه وعاد إلى حمص، بعد أن وجه خطاب الاستقالة إلى الشعب.
أما مجلس قيادة الجيش، فأعلن توليه مجتمعًا مسؤولية الحكم، وعهد إلى الجنرال فوزي السلو جميع الصلاحيات التنفيذية والتشريعية، كما حل البرلمان. نظم قادة الانقلاب الانتخابات، أفضت لفوز الشيشكلي برئاسة الجمهورية مع دستور جديد ونظام الحزب الواحد استمر لفترة تقارب العامين؛ أحد الحفيين السوريين كتب: «السوريين لم يعودوا يهتموا بالجيش، أو من يحكم البلاد، كل ما يهمهم حاليًا عودة الاستقرار الذي غاب عن السابق».